# Hunter Field Target

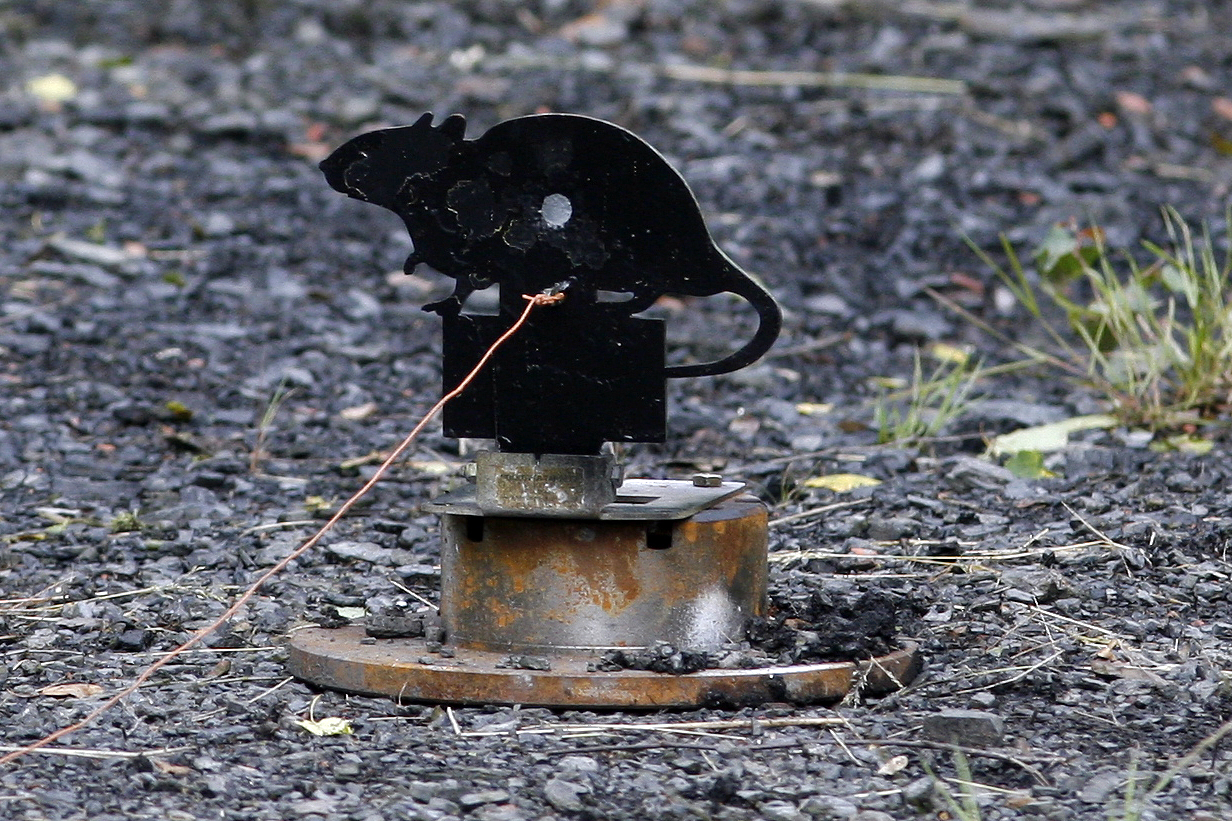
Figurka HFT

Hunter Field Target (HFT) – sportowa konkurencja strzelecka będąca odmianą Field Target. Głównym zamysłem HFT jest wprowadzenie zasad bardziej zbliżonych do tych, które spotyka się podczas polowań, dlatego jedną z głównych różnic względem Field Target, jest możliwość przyjęcia przez zawodnika dowolnej postawy strzeleckiej, z wyjątkiem "siedzącej" (zazwyczaj określanej mianem "dowolnej" w FT) oraz możliwość skorzystania z wszelkich udogodnień terenowych, jakie znajdują się w zasięgu wyznaczonego stanowiska strzeleckiego.
Podobnie jak w Field Target, zawodnik nie może używać dodatkowych urządzeń do określania odległości. Nie może też używać do tego celu regulacji nastaw celownika optycznego. Zmiana jakichkolwiek jego nastaw w trakcie zawodów jest niedozwolona, ale przed oddaniem pierwszego strzału można dokonać korekty ustawień celownika, które będą musiały pozostać już niezmienione przez całe zawody. Dlatego w HFT stosuje się celowniki o stosunkowo niskiej krotności powiększenia – zwykle 8-10 razy. Celami, podobnie jak w konkurencji Field Target, są metalowe figurki, ale ze strefami trafienia od 15 do 40 mm.
Trafienie celu przy takim ograniczeniu możliwości technicznych sprzętu jest dużo trudniejsze, dlatego cele ustawia się na skróconym dystansie – od 7 do 42 metrów. Ponadto obowiązuje inny system punktowania. Za trafienie celu skutkujące przewróceniem sylwetki figurki zawodnik otrzymuje 2 punkty, za trafienie w sylwetkę, ale bez jej przewrócenia 1 punkt, a całkowite chybienie celu to 0 punktów. Podobnie jak w FT, zawodnik może oddać tylko jeden strzał do celu. W HFT obowiązują ograniczenia czasowe (2 minuty na stanowisku z jednym celem), ale standardowo czas nie jest mierzony, choć sędzia może go sprawdzić w określonym regulaminem przypadku.

## Sprzęt i zawody
W konkurencji Hunter Field Target można używać dowolnej wiatrówki (najczęściej w kalibrze 4,5 mm (.177)) mieszczącej się w limitach ustalonych przez Ustawę o Broni i Amunicji (do 17J). Dla potrzeb polskich zawodów FT/HFT przyjęto angielski limit, czyli 16,3J. Typowy sprzęt używany przez zawodników składa się z karabinka pneumatycznego, potocznie zwanego wiatrówką oraz lunety celowniczej.
W trakcie zawodów rywalizacja odbywa się w kilku kategoriach w zależności od właściwości używanego sprzętu. Obecnie w Polsce rywalizacja odbywa się głównie w dwóch podkategoriach:
- HFT1 – karabinki na sprężone powietrzne (bezodrzutowe)
- HFT2 – karabinki sprężynowe (odrzutowe)

Większość zawodów w Polsce jest rozgrywana według przepisów opracowanych przez  PFTA, a opartych o przepisy brytyjskiej UKAHFT, które zostały uznane przez środowisko pneumatycznego strzelectwa terenowego za przepisy międzynarodowe.

## Sukcesy
Polacy należą do ścisłej czołówki zawodników uprawiających Hunter Field Target, co roku przywożąc indywidualne oraz drużynowe medale z Mistrzostw Świata oraz Mistrzostw Europy w tej konkurencji.
Największe sukcesy indywidualnie:
- Dariusz Kida - 1 miejsce na Mistrzostwach Świata HFT w 2019 roku w kategorii HFT Open Recoiling (Mistrz Świata HFT 2019)

- Sławomir Opiela - 1 miejsce na Mistrzostwach Świata HFT w 2019 roku w kategorii HFT  Recoiling

- Agnieszka Pawlak - 1 miejsce na Mistrzostwach Świata HFT w 2019 roku w kategorii HFT Ladies

- Krzysztof Ćwik - 1 miejsce na Mistrzostwach Świata HFT w 2019 roku w kategorii HFT Veteran (60+)

- Jacek Kostowski - 1 miejsce na Mistrzostwach Świata HFT w 2018 roku w kategorii HFT Open (Mistrz Świata HFT 2018)

- Tomasz Marszałek - 1 miejsce na Mistrzostwach Świata HFT w 2018 roku w kategorii HFT  Recoiling

- Agnieszka Pawlak - 1 miejsce na Mistrzostwach Świata HFT w 2018 roku w kategorii HFT Ladies

- Eugeniusz Sadowski - 1 miejsce na Mistrzostwach Świata HFT w 2018 roku w kategorii HFT Veteran (60+)
- Jarosław Majewski - 3 miejsce na Mistrzostwach Świata HFT w 2016 roku w kategorii HFT  Recoiling
- Szymon Bojanowski - 1 miejsce na Mistrzostwach Świata HFT w 2015 roku w kategorii HFT Junior

- Marek Wierzbinka – 1 miejsce na Mistrzostwach Europy HFT w 2012 roku w kategorii HFT Open (Mistrz Europy HFT 2012)
- Witold Bojanowski – 2 miejsce na Mistrzostwach Świata HFT w 2014 roku w kategorii HFT Open (Wicemistrz Świata HFT 2014)
- Paweł Minorowicz – 3 miejsce na Mistrzostwach Świata HFT w 2013 roku w kategorii HFT Open (II Wicemistrz Świata HFT 2013)
- Paweł Minorowicz – 3 miejsce na Mistrzostwach Europy HFT w 2012 roku w kategorii HFT Open (II Wicemistrz Europy HFT 2013)
- Krzysztof Siuda – 1 miejsce na Mistrzostwach Świata HFT w 2012 roku w kategorii HFT Open Recoiling
- Weronika Klimunt – 1 miejsce na Mistrzostwach Europy HFT w 2012 roku w kategorii HFT Junior
- Jolanta Wiśniewska – 1 miejsce na Mistrzostwach Europy HFT w 2012 roku w kategorii HFT Ladies

Największe sukcesy drużynowe:
- Reprezentacja Polski HFT - 1 miejsce na Mistrzostwach Świata HFT w 2019 roku w kategorii HFT National Team (Drużynowi Mistrzowie Świata 2019)

- Reprezentacja Polski HFT - 1 miejsce na Mistrzostwach Świata HFT w 2018 roku w kategorii HFT National Team (Drużynowi Mistrzowie Świata 2018)
- Reprezentacja Polski HFT – 3 miejsce na Mistrzostwach Świata HFT w 2015 roku w kategorii HFT National Team (Drużynowi II Wicemistrzowie Świata 2015)

- Reprezentacja Polski HFT – 1 miejsce na Mistrzostwach Europy HFT w 2012 roku w kategorii HFT National Team (Drużynowi Mistrzowie Europy 2012)
- Reprezentacja Polski HFT – 2 miejsce na Mistrzostwach Świata HFT w 2014 roku w kategorii HFT National Team (Drużynowi Wicemistrzowie Świata 2014)
- Reprezentacja Polski HFT – 2 miejsce na Mistrzostwach Świata HFT w 2013 roku w kategorii HFT National Team (Drużynowi Wicemistrzowie Świata 2013)
- Reprezentacja Polski HFT – 3 miejsce na Mistrzostwach Świata HFT w 2012 roku w kategorii HFT National Team (Drużynowi II Wicemistrzowie Świata 2012)
- Reprezentacja Polski HFT – 3 miejsce na Mistrzostwach Świata HFT w 2011 roku w kategorii HFT National Team (Drużynowi II Wicemistrzowie Świata 2011)
- Reprezentacja Polski HFT – 3 miejsce na Mistrzostwach Świata HFT w 2010 roku w kategorii HFT National Team (Drużynowi II Wicemistrzowie Świata 2010)

Listę pozostałych sukcesów międzynarodowych polskich zawodników można znaleźć na stronie Strzelcy.info.